# Hagenrundan
Hagenrundan i Åmål är ett långlopp (löpning) som arrangerats varje år sedan 1982. 
Distanserna är cirka 4 km, 7,6 km och 14,9 km. De allra flesta deltagarna är motionärer men en och annan "stjärna" har varit med genom åren. De mest kända segrarna är bröderna Mathias och Thobias Fredriksson, båda både OS- och VM-medaljörer på längdskidor, samt Jan Hagelbrand, flerfaldig svensk mästare och landslagsman. På damsidan kan nämnas Rebecca Högberg, svensk mästarinna och deltagare i Finnkampen på 400 meter. Den sistnämnda representerade arrangörsklubben när hon vann flickklassen 1998. Framgångsrikaste deltagare genom åren är Joakim Nätth från Hälle IF. Han tog 2010 sin 11:e seger på 7,6 km. Han har därutöver fyra andraplatser och en tredje plats.